# Lepidopilidium flexuosum
Lepidopilidium flexuosum là một loài rêu trong họ Pilotrichaceae. Loài này được (Besch.) Broth. ex Paris mô tả khoa học đầu tiên năm 1909.